# Архиепископия Кайфен
Римо-католическата архиепископия Кайфенг (на латински: Chaefomen(sis); на китайски: 開封) е митрополия, разположена в град Кайфенг в Китай.

## История
- 21 септември 1916 г.: Учреден е като апостолски векариан на Източен Хоан от Апостолския викариат на Северен хонан и Апостолския викарии на Южен Хенан.
- 3 декември 1924 г.: Преименуван като апостолски викариат на Кайфенг.
- 11 април 1946: Популяризира се като митрополитска архиепископия на Кайфенг.

## Пътеводител
- Архиепископи Кайфенг 開封 (Римският ритуал)
  - Архиепископ Йосиф Гао Хонг-Сяо, Оа F. M. (2007 – )
  - Архиепископ Йоан Кръстител Лиан Си-Шен (1989 – 2007)
  - Архиепископ Гаетано Поллио, П. И. Д. М. (12 декември 1946 Г. – На 8 септември 1960)
- Викарии Апостольского от Кайфэнфу 開封府 (Римският ритуал)
  - Епископ Noè Джузепе Таккони, П. И. Д. М. (3 декември 1924 – 1940)
- Викарии Апостольского Източна 河南東境 Хенан (Римският ритуал)
  - Епископ Noè Джузепе Таккони, П. И. Д. М. (1916 – 3 декември 1924 Г.)

## Специални епархии
- Ръководство 歸德
- Luoyang 洛陽
- Наньян 南陽
- Weihui 衛輝
- Синьян 信陽
- Джънджоу 鄭州
- Жумадиан 駐馬店